# Цекавица
Цекавица је насеље у Србији у општини Лебане у Јабланичком округу. Према попису из 2022. било је 377 становника.

## Демографија
У насељу Цекавица живи 395 пунолетних становника, а просечна старост становништва износи 41,8 година (41,2 код мушкараца и 42,4 код жена). У насељу има 119 домаћинстава, а просечан број чланова по домаћинству је 4,26.
Ово насеље је у потпуности насељено Србима (према попису из 2002. године).
|  |

| Демографија | Демографија | Демографија |
| Година      | Становника  | Становника  |
| ----------- | ----------- | ----------- |
| 1948.       | 503         |             |
| 1953.       | 549         |             |
| 1961.       | 566         |             |
| 1971.       | 554         |             |
| 1981.       | 521         |             |
| 1991.       | 531         | 519         |
| 2002.       | 507         | 512         |
| 2011.       | 471         |             |
| 2022.       | 377         |             |

| Година пописа     | 1948. | 1953. | 1961. | 1971. | 1981. | 1991. | 2002. |
| ----------------- | ----- | ----- | ----- | ----- | ----- | ----- | ----- |
| Број домаћинстава | 80    | 85    | 101   | 106   | 111   | 117   | 119   |

| Број чланова      | 1  | 2  | 3  | 4  | 5  | 6  | 7 | 8 | 9 | 10 и више | Просек |
| ----------------- | -- | -- | -- | -- | -- | -- | - | - | - | --------- | ------ |
| Број домаћинстава | 13 | 20 | 13 | 12 | 19 | 29 | 8 | 4 | 0 | 1         | 4,26   |

| Пол    | Укупно | Неожењен/Неудата | Ожењен/Удата | Удовац/Удовица | Разведен/Разведена | Непознато |
| ------ | ------ | ---------------- | ------------ | -------------- | ------------------ | --------- |
| Мушки  | 197    | 37               | 145          | 15             | 0                  | 0         |
| Женски | 212    | 21               | 143          | 43             | 5                  | 0         |
| УКУПНО | 409    | 58               | 288          | 58             | 5                  | 0         |

| Пол    | Укупно                    | Пољопривреда, лов и шумарство | Рибарство                            | Вађење руде и камена | Прерађивачка индустрија       |
| ------ | ------------------------- | ----------------------------- | ------------------------------------ | -------------------- | ----------------------------- |
| Мушки  | 129                       | 94                            | 0                                    | 0                    | 10                            |
| Женски | 80                        | 65                            | 0                                    | 0                    | 3                             |
| УКУПНО | 209                       | 159                           | 0                                    | 0                    | 13                            |
| Пол    | Производња и снабдевање   | Грађевинарство                | Трговина                             | Хотели и ресторани   | Саобраћај, складиштење и везе |
| Мушки  | 3                         | 1                             | 6                                    | 1                    | 5                             |
| Женски | 0                         | 0                             | 3                                    | 0                    | 1                             |
| УКУПНО | 3                         | 1                             | 9                                    | 1                    | 6                             |
| Пол    | Финансијско посредовање   | Некретнине                    | Државна управа и одбрана             | Образовање           | Здравствени и социјални рад   |
| Мушки  | 0                         | 0                             | 3                                    | 4                    | 1                             |
| Женски | 1                         | 0                             | 1                                    | 3                    | 3                             |
| УКУПНО | 1                         | 0                             | 4                                    | 7                    | 4                             |
| Пол    | Остале услужне активности | Приватна домаћинства          | Екстериторијалне организације и тела | Непознато            | Непознато                     |
| Мушки  | 0                         | 0                             | 0                                    | 1                    | 1                             |
| Женски | 0                         | 0                             | 0                                    | 0                    | 0                             |
| УКУПНО | 0                         | 0                             | 0                                    | 1                    | 1                             |

| Етнички састав према попису из 2002.‍ | Етнички састав према попису из 2002.‍ | Етнички састав према попису из 2002.‍ | Етнички састав према попису из 2002.‍ | Етнички састав према попису из 2002.‍ |
| ------------------------------------ | ------------------------------------ | ------------------------------------ | ------------------------------------ | ------------------------------------ |
|                                      |                                      |                                      |                                      |                                      |
| Срби                                 | Срби                                 |                                      | 507                                  | 100,0%                               |

| Етнички састав према попису из 2022.‍ | Етнички састав према попису из 2022.‍ | Етнички састав према попису из 2022.‍ | Етнички састав према попису из 2022.‍ | Етнички састав према попису из 2022.‍ |
| ------------------------------------ | ------------------------------------ | ------------------------------------ | ------------------------------------ | ------------------------------------ |
|                                      |                                      |                                      |                                      |                                      |
| Срби                                 | Срби                                 |                                      | 321                                  | 85,1%                                |
| неизјашњени                          | неизјашњени                          |                                      | 36                                   | 9,5%                                 |
| непознато                            | непознато                            |                                      | 20                                   | 5,3%                                 |